# Juan Aparicio (fraile)
Fray Juan Aparicio fue un mercedario y publicista matemático del siglo XVII, nacido en Enguera, Valencia y muerto a 26 de abril de 1696.

## Biografía
Juan fue un religioso mercedario, erudito de las lenguas hebrea y griego, maestro y catedrático de Artes en la universidad de Valencia, examinador y también desempeñó la cátedra de matemáticas, a la que era muy aficionado; posteriormente ascendió al grado de maestro y fue examinador sinodal del arzobispado.

## Obra
- Elementorum Euclidi
- Liber X Elementorum Euclidis
- Tractatus astrologicus
- Tractatus geographicus
- Tractatus de arithmetica
- Tractatus de proemia libus theologicae,..
- Tractatus geometricus
- Otras